# 2012 KT42
2012 KT42 ist ein erdnaher Asteroid vom Apollo-Typ. Er wurde am 28. Mai 2012 von Alex R. Gibbs am Mount-Lemmon-Observatorium (Sternwarten-Code G96) der Catalina Sky Survey entdeckt. 2012 KT42 passierte die Erde am 29. Mai 2012 in einer Entfernung von circa 14.400 km. Damit kam er der Erde näher als die Umlaufbahn der geostationären Satelliten. Er hat einen geschätzten Durchmesser von 4 bis 10 Metern.
Es bestand keinerlei Kollisionsgefahr mit der Erde und der Asteroid wurde deshalb am 30. Mai 2012 aus der Überwachungsliste (Sentry Risk Table) der NASA entfernt.